# 马克思恩格斯全集历史考证版
《马克思恩格斯全集》历史考证版（德語：Marx-Engels-Gesamtausgabe，缩写为MEGA，以下简称《全集》）是当前最大的集卡尔·马克思和弗里德里希·恩格斯以各种语言撰写的各种著作的文集。《全集》目前仍在编辑出版，该项目旨在出版马克思、恩格斯全部著作的评注本，用高质量的纸张和图书馆装订的书籍再现两位作者的现存著作。
作为学术性的“历史考证版”（historisch-kritische），《全集》的大多数书卷都由独立的正文和附录组成，后者提供了有关编辑文本的补充信息。《全集》所收内容均以原文编辑，因此大部分是德语文本，但也有相当数量的英语和法语文本。
项目由德国统一社会党马列研究院和苏联共产党发起，1972年出版试编本，1975年起由柏林狄茨出版社出版发行，《全集》收录了马克思和恩格斯一生中出版的各种著作及数量可观的先前未出版的手稿和书信。
柏林墙倒塌后，《全集》的编辑工作移交至位于阿姆斯特丹的国际马克思恩格斯基金会，全集各卷则由柏林德古意特出版社印刷装订。该项目目前由杰拉德·哈布曼总监。
目前《全集》已出版65卷。有关《资本论》的各卷已出齐，最新出版的两卷分别为收录马克思生态学著作的文本卷和配套的工具卷。全集计划出版114卷。中文版自1986年开始编译，至2025年已出36卷，最新一卷为第51卷，2025年1月出版。

## 出版历史

### 背景

#### 第一版
20世纪20年代至30年代，莫斯科马恩研究院开始在马克思主义学者暨革命家梁赞诺夫指导下出版《全集》第一版（MEGA1）。第一版原计划出版42卷，1927年至1925年共出版12卷。在编辑完《全集》前五卷后，梁赞诺夫于1931年2月被免去马恩研究院院长职务，弗拉基米尔·阿多拉茨基接替前者担任总编，出版了后七卷。30年代中旬，《全集》第一版无疾而终。

#### 第二版
20世纪60年代，《全集》编辑工作重新展开，并延续至今。20世纪60—70年代，在苏共中央马列研究院和德国统一社会党马列研究院的合作下，开始编辑出版新的历史考证版性质的《马克思恩格斯全集》。为了表示与梁赞诺夫的版本的区别和传承关系，学界称前者为MEGA1 ，而称后来《马克思恩格斯全集》（名称不带“历史考证版”字样）为MEGA2。MEGA2原计划出版164卷，从1975年到1993年MEGA2共出版40卷（其中MEGA2 II/4缺第3册）。1990年苏东剧变之后，在荷兰成立的国际马克思恩格斯基金会（IMES）接管了MEGA2的编辑出版工作，将其规模从164卷缩小为114卷，从1998年起，陆续出版了20卷（外加MEGA2 II/4第3册）。总计出版了60卷。

### 全集编排
《全集》收录马克思1835年至1883年及恩格斯1838年至1895年的各种文稿。全书分为四部：
| 部次   | 收录内容                 | 分卷         | 介绍 | 参考文献 |
| ------ | ------------------------ | ------------ | --- | -------- |
| 第一部 | 著作（作品、文章、草稿） | 32卷（计划） | 马克思和恩格斯的全部哲学、经济学、历史和政治著作、宣传品、文章、演讲及其他重要著作，如《德意志意识形态》（收入第一部第5卷）《1848年至1850年的法兰西阶级斗争》（收入第一部第10卷）《路易·波拿巴的雾月十八日》（收入第一部第11卷）《哥达纲领批判》（收入第一部第25卷）和《反杜林论》（收入第一部第27卷）。 | [ 16 ]   |
| 第二部 | 资本论及手稿             | 15卷23册     | 第二部收录马克思主要作品《资本论：政治经济学批判》（全三卷）及其全部经济著作和相关手稿，以1857年（或1858年）的《政治经济学批判大纲》（收入第二部第1卷）为开篇文。本部为全书唯一出齐的部分，2012年出第二部第四卷第三册。                                                                                  | [ 17 ]   |
| 第三部 | 书信                     | 35卷         | 马克思和恩格斯的全部通信，既包括相互之间的信件往来，也包括马克思和恩格斯写给第三人的信件，他们的来信或回信也全数收录。 | [ 18 ]   |
| 第四部 | 笔记（摘录、注释、旁注） | 32卷         | 包含马克思和恩格斯先前所作的大量未出版的摘录、注释、旁注。 | [ 19 ]   |

### 出版计划
1990年后，《全集》改由国际马克思恩格斯基金会出版。
基金会是一个国际网络，由国际社会史研究所、柏林-勃兰登堡科学院、弗里德里希·艾伯特基金会的卡尔·马克思故居、俄罗斯国家社会政治史档案馆和俄罗斯社会和民族问题独立研究所（后两者均位于莫斯科）组成。基金会的主要任务是继续出版《马克思恩格斯全集》。
2015年，德国联邦各州的联邦科学会议和德国政府决定继续资助《全集》的出版，但出版形式有所变化：《全集》第三部收录的1866至1895年的全部书信（即本书第三部第14卷以后各卷）及第四部大部分内容将只出数字版。不过，第一部其余各卷及第四部的重要卷仍会出版实体书。

## 中文版
1956年至1985年，中共中央编译局根据《全集》俄文第二版及后续补卷编辑出版了《马克思恩格斯全集》中文第一版，共计50卷53册。惟当时编译局缺乏精通马克思主义的非俄文人才，加之编辑人员水平限制及《全集》俄文第二版的性质，中文第一版尚有不足之处。
1986年7月，中共中央书记处批准中央编译局关于出版《马克思恩格斯全集》第二版的计划，全书以《全集》考证版第二版为底本，计划出版70卷，其中1-29卷为著作卷，30-46卷为《资本论》及手稿卷，47-60卷为书信卷，61-70卷为笔记卷。1995年出版了第1、11、30卷。
下表列出全集各卷的出版情况：
| 著作         | 著作                                                        | 著作             | 著作     | 著作     |
| 卷次         | 收录作品（年代）                                            | 出版时间         | 国际书号 | 参考资料 |
| ------------ | ----------------------------------------------------------- | ---------------- | -------- | -------- |
| 1            | 1833年-1843年3月，马克思著作                                | 2001年9月        |          | [ 21 ]   |
| 2            | 1833年12月-1842年10月，恩格斯著作                           | 2005年10月       |          |          |
| 3            | 1842年11月-1844年8月                                        | 1998年12月       |          |          |
| 10           | 1849年8月-1851年6月                                         | 1998年3月        |          |          |
| 11           | 1851年8月-1853年2月                                         | 1995年1月        |          |          |
| 12           | 1853年3月-1853年12月                                        | 1998年3月        |          |          |
| 13           | 1854年1月-1854年12月                                        | 1998年10月       |          |          |
| 14           | 1855年1月-6月                                               | 2013年12月       |          |          |
| 16           | 1857年1月-1857年12月                                        | 2007年8月        |          |          |
| 19           | 1859年10月-1860年3月                                        | 2006年6月        |          |          |
| 21           | 1864年10月-1868年12月                                       | 2003年1月        |          |          |
| 25           | 1875年4月-1883年5月                                         | 2001年1月        |          |          |
| 26           | 《反杜林论》《自然辩证法》                                  | 2014年8月        |          |          |
| 28           | 1883年5月—1889年10月                                        | 2018年12月       |          |          |
| 29           | 1883年5月—1889年10月                                        | 2021年4月        |          |          |
| 资本论及手稿 |                                                             |                  |          |          |
| 卷次         | 收录作品（年代）                                            | 出版时间         | 国际书号 | 参考资料 |
| 30           | 1857-1858 经济学手稿                                        | 1995年1月        |          |          |
| 31           | 1857-1858经济学手稿 1859-1861 经济学著作和手稿              | 1998年12月       |          |          |
| 32           | 1861-1863资本论及手稿                                       | 1998年1月        |          |          |
| 33           | 1861-1863 经济学手稿                                        | 2004年1月        |          |          |
| 34           | 1861-1863 经济学手稿                                        | 2008年7月        |          |          |
| 35           | 马克思1861—1863年经济学手稿XIII-XV笔记的内容                | 2013年4月        |          |          |
| 36           | 马克思1861—1863年经济学手稿第XV笔记本后半部分、第XVII笔记本 | 2015年12月       |          | [ 22 ]   |
| 37           | 1861-1863 经济学手稿                                        | 2019年12月       |          |          |
| 38           | 1863-1867 经济学手稿                                        | 2020年1月        |          |          |
| 39           | 资本论（1863—1865年手稿）第三册                             | 2022年12月       |          | [ 23 ]   |
| 40           | 上册：1867—1868年《资本论》第二、三册手稿                   | 上册：2023年12月 | 上册：   | [ 3 ]    |
| 42           | 《资本论》第一卷（根据德文第一版翻译）                      | 2017年2月        |          | [ 24 ]   |
| 43           | 《资本论》第一卷（根据马克思修订的法文版翻译）              | 2017年3月        |          |          |
| 44           | 《资本论》第一卷                                            | 2001年1月        |          |          |
| 45           | 《资本论》第二卷                                            | 2003年4月        |          |          |
| 46           | 《资本论》第三卷                                            | 2003年1月        |          |          |
| 书信         |                                                             |                  |          |          |
| 卷次         | 收录作品年代                                                | 出版时间         | 国际书号 | 参考资料 |
| 47           | 1837年-1848年1月                                            | 2004年1月        |          |          |
| 48           | 1848年3月-1851年12月                                        | 2007年1月        |          |          |
| 49           | 1852年1月-1855年12月                                        | 2016年3月        |          |          |
| 50           | 1856年1月-1859年12月                                        | 2021年12月       |          | [ 25 ]   |
| 51           | 1860年1月-1864年9月                                         | 2025年1月        |          | [ 4 ]    |
| 笔记         |                                                             |                  |          |          |
| 卷次         | 收录作品年代                                                | 出版时间         | 国际书号 | 参考资料 |
| 暂未出版     |                                                             |                  |          |          |